# 奧斯本維爾 (伊利諾伊州)
奧斯本維爾（英語：Osbernville）是位於美國伊利諾伊州克里斯蒂安縣的一個非建制地區。該地的面積和人口皆未知。

## 地理
奧斯本維爾的座標為39°45′40″N 89°10′43″W / 39.76111°N 89.17861°W，而該地的平均海拔高度為185米（即607英尺）。